# Nicola Chiaromonte
Nicola Chiaromonte (Rapolla, 12 luglio 1905 – Roma, 18 gennaio 1972) è stato un saggista e critico teatrale italiano.
Esponente antifascista, appassionato di filosofia (fu discepolo di Andrea Caffi) e di teatro, fondò con Ignazio Silone la rivista culturale indipendente Tempo presente.

## Biografia
Chiaromonte nacque a Rapolla, in provincia di Potenza, il 12 luglio del 1905, figlio di Rocco Chiaromonte e di Anna Catarinella. Il padre, di professione medico, si trasferì con la famiglia a Roma. Sin dall'età di vent'anni si votò all'antifascismo, dopo una breve parentesi fra le file fasciste, entrando a far parte della formazione Giustizia e Libertà e finendo nel 1935 esule a Parigi per evitare l'arresto da parte della polizia. 
Nel 1936 fu in Spagna, combattente repubblicano nella guerra civile spagnola contro le armate franchiste nella pattuglia aerea di André Malraux (la figura di Chiaromonte è adombrata in quella del personaggio dell'intellettuale Giovanni Scali, del romanzo L'Espoir), poi abbandonò il fronte per contrasto con i comunisti. Allo scoppio del secondo conflitto mondiale, in seguito all'invasione tedesca della Francia, riparò a New York, facendosi notare nel gruppo dei cosiddetti New York Intellectuals.
Fu propugnatore del socialismo libertario che contrappose alle spinte trotzkiste della rivista Politics di Dwight Macdonald, a cui pure si legò in un sodalizio di amicizia e di frequentazione intellettuale. Ebbe legami d'amicizia con filosofi come Hannah Arendt e scrittori come Albert Camus, George Orwell e Gaetano Salvemini, con il quale collaborò al settimanale italiano a New York, Italia libera.
Tornato in Italia nel 1947 una prima volta e nel 1951 una seconda, si sentì esule in patria, anche per il suo rifiuto a sottostare ai compromessi che volevano la cultura strettamente legata ai partiti politici; per un periodo tenne una rubrica di critica teatrale sulla rivista Il Mondo fondata da Mario Pannunzio.

Da sinistra: Silone, Saragat e Chiaromonte

Nel 1956, assieme allo scrittore Ignazio Silone, fondò Tempo presente, rivista culturale indipendente, esperienza innovativa nell'Italia dell'epoca che portò avanti, nonostante qualche dissapore con Silone, con grande attenzione agli autori di notevole spessore che riempivano le pagine del mensile.
Le sue posizioni furono improntate all'anticomunismo ma, a differenza di Silone, fu senz'altro più utopico; vicino alle posizioni di Albert Camus, teorizzò «la normalità dell'esistenza umana contro l'automatismo catastrofico della Storia».
Nel saggio La guerra fredda culturale. La Cia e il mondo delle lettere e delle arti (Fazi editore, 2002) della storica e giornalista inglese Frances Stonor Saunders, si sostiene che la rivista Tempo presente sia stata finanziata dalla CIA: la Saunders ne individua infatti i due fondatori quali personaggi di punta del Congress for Cultural Freedom (un'associazione culturale anticomunista che fungeva da paravento per la CIA), oltreché tra i principali destinatari dei finanziamenti per attività culturali della CIA destinati al contrastare dell'influenza culturale del comunismo in Italia ed in Europa.
Dal gennaio 1967 e fino alla morte, intrattiene una fitta corrispondenza con Melanie von Nagel Mussayassul, amichevolmente chiamata Muska, una monaca benedettina, sul tema della verità.

## Opere
- La situazione drammatica, Milano, Bompiani, 1960.
- The Paradox of History, Londra, 1970.
  - Le Paradoxe de l'Histoire, prefazione di Adam Michnik, introduzione di Marco Bresciani, Cahiers de l'Hôtel de Galliffet, 2013
- Credere e non credere, Milano, Bompiani, 1971; Collana Intersezioni, Bologna, Il Mulino, 1993, ISBN 978-88-150-3685-8; Prefazione di Alessandro Piperno, postfazione di Raffaele Manica, Collana Oscar Moderni. Cult, Milano, Mondadori, 2023, ISBN 978-88-047-6824-1.
- Scritti sul teatro, Introduzione di Mary McCarthy, A cura di Miriam Chiaromonte, Collana Saggi n.561, Torino, Einaudi, 1976, ISBN 978-88-064-4875-2.
- Scritti politici e civili, a cura di Miriam Chiaromonte, Introduzione di Leo Valiani, con una testimonianza di Ignazio Silone, Milano, Bompiani, 1976.
- Il tarlo della coscienza (The Worm of Consciousness and Other Essays, Prefazione di Mary McCarthy, 1976), a cura di Miriam Chiaromonte, Introduzione di Gustav Herling-Grudziński, Collana Le occasioni, Bologna, Il Mulino, 1992, ISBN 978-88-150-3432-8.
- Silenzio e parole: scritti filosofici e letterari, Milano, Rizzoli, 1978.
- Che cosa rimane. Taccuini (1955-1971), introduzione di Wojciech Karpinski, Collana Saggi n.434, Bologna, Il Mulino, 1995, ISBN 978-88-150-4593-5.
- Le verità inutili, a cura di S. Fedele, Napoli, L'ancora del Mediterraneo, 2001, ISBN 978-88-832-5029-3.
- La rivolta conformista. Scritti sui giovani e il 68, Una città, Forlì, 2009, ISBN 978-88-959-1903-4.
- Il tempo della malafede e altri scritti, a cura di Vittorio Giacopini, Roma, Edizioni dell'Asino, 2013, ISBN 978-88-635-7093-9.
- Lo spettatore critico. Politica, filosofia, letteratura, a cura di Raffaele Manica, Collezione I Meridiani, Milano, Mondadori, 2021,  p. 1984, ISBN 978-88-047-3206-8. [raccolta integrale di tutti gli scritti]

### Epistolari
- Lettere agli amici di Bari, Collana Pochepagine, Fasano, Schena, 1995, ISBN 978-88-751-4773-0.
- Fra me e te la verità. Lettere a Muska, A cura di Wojciech Karpiński e Cesare Panizza, Una città, Forlì, 2013, ISBN 978-88-959-1909-6. [lettere con Melanie von Nagel (1908-2006)]
- Albert Camus-Nicola Chiaromonte, In lotta contro il destino. Lettere (1945-1959) (Correspondance 1945-1959, Édition établie, présentée et annotée par Samantha Novello, Collection Blanche, Paris, Gallimard, 2019), trad. Alberto Folin, Collana Bloom, Vicenza, Neri Pozza, 2021, ISBN 978-88-545-2058-5.